# ニセコ駅前温泉
ニセコ駅前温泉（ニセコえきまえおんせん）は、北海道虻田郡ニセコ町字中央通にある温泉。

## 泉質
- ナトリウム－塩化物・炭酸水素塩泉（中性低張性温泉）

## 温泉街
ニセコ駅のすぐ近くに、ニセコ町営の日帰り入浴施設「綺羅乃湯」が1軒のみある。洋風と和風の浴室、および露天風呂があり、男女用が日替わりで交代する。

## 歴史
以前は別の場所に町営温泉施設があったが、施設老朽化のため旧施設は廃止され、現在の場所にて新築された。

## アクセス
- 鉄道 : 函館本線ニセコ駅から徒歩1分。